# Jenna J Ross
Jenna J Ross (Boston, Massachusetts; 17 de diciembre de 1988) es una actriz pornográfica y modelo erótica estadounidense.

## Biografía
Ross nació en diciembre de 1988 en Boston, hija de dos psicólogos y con una ascendencia francesa, irlandesa, portuguesa y nativa americana. Durante su adolescencia, Jenna asistió a una escuela privada y posteriormente a una escuela secundaria especializada en artes escénicas. Trabajó como niñera, barista y en una pizzería en Waltham.
Tras una breve estancia en Florida, Ross se estableció en Los Ángeles, donde entró en contacto con las productoras del sector cinematográfico pornográfico. Hizo su debut en 2011 con una escena de masturbación para la web ATK, seguidas de su primera escena de sexo lésbico para Lethal Hardcore y con un chico para Fucked Hard 18.
Como actriz, ha trabajado para productoras como Adam & Eve, New Sensations, Girlsway, Mile High, Penthouse, Girlfriends Films, Reality Kings, Zero Tolerance, Digital Playground, Digital Sin, Evil Angel, Brazzers, Filly Films o Lethal Hardcore.
Ha participado en más de 480 películas como actriz.
Alguno de sus trabajos son Against Her Will 2, Banging the Babysitter, Carrie's Secret, Down the Throat, Finger Lickin Girlfriends 4, Innocence of Youth 2, Lesbian Farewells, One Night Stands 5, Pretty Dirty o Twisted Passions 13.

## Premios y nominaciones
| Año  | Ceremonia                   | Resultado | Premio                                                   | Trabajo                                                      |
| ---- | --------------------------- | --------- | -------------------------------------------------------- | ------------------------------------------------------------ |
| 2013 | Sex Awards                  | Nominada  | Sexiest Adult Star                                       | —                                                            |
| 2013 | Spank Bank Awards           | Nominada  | America's Porn Sweetheart                                | —                                                            |
| 2013 | Spank Bank Awards           | Nominada  | Most Adorable Slut                                       | —                                                            |
| 2013 | Spank Bank Awards           | Nominada  | The Girl Next Door... Only Better                        | —                                                            |
| 2013 | Spank Bank Technical Awards | Ganadora  | Friendliest Floozie                                      | —                                                            |
| 2013 | Spank Bank Technical Awards | Ganadora  | High Heel Whore                                          | —                                                            |
| 2014 | Premios AVN                 | Nominada  | Artista femenina no reconocida del año                   | —                                                            |
| 2014 | Spank Bank Awards           | Nominada  | Most Adorable Slut                                       | —                                                            |
| 2014 | Spank Bank Awards           | Nominada  | Most Photogenic                                          | —                                                            |
| 2014 | Spank Bank Awards           | Nominada  | Most Underrated Slut                                     | —                                                            |
| 2014 | Premios XBIZ                | Nominada  | Mejor actriz de reparto                                  | Homecoming                                                   |
| 2015 | Premios AVN                 | Nominada  | Mejor escena de sexo lésbico en grupo                    | Three's A Charm                                              |
| 2015 | Premios AVN                 | Nominada  | Premio fan: Estrella porno favorita                      | —                                                            |
| 2015 | Spank Bank Awards           | Nominada  | Best High Speed DSL (Dick Sucking Lips)                  | —                                                            |
| 2015 | Spank Bank Awards           | Nominada  | Most Adorable Slut                                       | —                                                            |
| 2015 | Spank Bank Awards           | Nominada  | Most Photogenic                                          | —                                                            |
| 2015 | Spank Bank Awards           | Nominada  | Pussy Eating Princess of the Year                        | —                                                            |
| 2015 | Spank Bank Awards           | Ganadora  | The Girl Next Door... Only Better                        | —                                                            |
| 2015 | Premios XBIZ                | Nominada  | Mejor actriz en película lésbica                         | Carrie's Secret                                              |
| 2015 | Premios XBIZ                | Nominada  | Mejor escena de sexo en película vignette                | I Have a Wife 31                                             |
| 2016 | Premios AVN                 | Nominada  | Mejor escena de sexo lésbico                             | Finger Lickin Girlfriends 4: Older Women Teach Younger Girls |
| 2016 | Spank Bank Awards           | Nominada  | Best Booty                                               | —                                                            |
| 2016 | Spank Bank Awards           | Nominada  | Best High Speed DSL (Dick Sucking Lips)                  | —                                                            |
| 2016 | Spank Bank Awards           | Nominada  | Best 'O' Face                                            | —                                                            |
| 2017 | Premios AVN                 | Nominada  | Premio fan: Debutante más caliente                       | —                                                            |
| 2017 | Spank Bank Awards           | Nominada  | Empress of Nipple Paradise                               | —                                                            |
| 2017 | Spank Bank Awards           | Nominada  | Most Talented Tongue (Best Girl/Girl Kisser of the Year) | —                                                            |
| 2017 | Spank Bank Awards           | Nominada  | Tightest Twat                                            | —                                                            |
| 2017 | Spank Bank Technical Awards | Ganadora  | Frickin' Wicked Haht                                     | —                                                            |
| 2017 | Premios XBIZ                | Nominada  | Mejor escena de sexo en película lésbica                 | Secret Lesbian Diaries 4                                     |
| 2018 | Premios AVN                 | Nominada  | Premio fan: Culo más épico                               | —                                                            |
| 2018 | Spank Bank Awards           | Nominada  | Pretty In Pink                                           | —                                                            |
| 2018 | Spank Bank Awards           | Nominada  | Pussy Phenomenon of the Year                             | —                                                            |
| 2018 | Spank Bank Awards           | Nominada  | Tightest Vag                                             | —                                                            |
| 2018 | Spank Bank Technical Awards | Ganadora  | Total Candle Whore                                       | —                                                            |
| 2019 | Spank Bank Awards           | Nominada  | Most Talented Tongue                                     | —                                                            |
| 2019 | Spank Bank Awards           | Nominada  | Slutty Step Sister / Step Daughter of the Year           | —                                                            |